# Kulin-csillagda
A Kulin-csillagda egy obszervatórium, ami Budapest IV. kerületében, a Könyves Kálmán Gimnázium tetején működik. Hasonló „klasszikus” obszervatóriummal csak néhány oktatási intézmény büszkélkedhet az egész országban.

## Története
A „csillagda” nevét Kulin György neves magyar csillagászról kapta, aki 1949-től 1953-ig volt az újpesti Könyves Kálmán Gimnázium tanára. Őt az Uránia Csillagvizsgáló igazgatói székéből „száműzték” tanítani, de ebben a szituációban is feltalálta magát. A diákoknak csillagászati szakkört szervezett és tanársága alatt 1950 és 1954 között közösen felépítették az épület tetejére a később róla elnevezett csillagvizsgálót.
A klasszikus, kupolás obszervatórium távcsövének eredeti, 30 centiméteres tükrét Kulin maga csiszolta, miután inasnak elszegődve egy kisiparoshoz kitanulta az üveg optikai megmunkálásának mesterségét. Később a tükörcsiszolásra kialakított műhelye látta el az ország többi, ekkoriban felállított távcsövét is 30 centiméteres tükrökkel. A fém alkatrészeket az Újpesti Fémipari Technikumban (ami szintén egy középiskola) munkálták meg. A távcső vasbeton tartószerkezetét az iskolaudvaron öntötték formába, míg magát a szerkezetet az iskola folyosóján rakták össze.
A kupola az átlagosnak mondható obszervatóriumi méretekhez képest rendkívül apró, mindössze négy méter átmérőjű, ám azokhoz hasonlatos szerkezetű, ugyanúgy fémből készült és hasonlóképp forgatható, mint nagyobb társai. A tetőtérben ehhez kapcsoltan egy szakköri előadó termet, egy fotólaboratóriumot és egy szertári fülkét is kialakítottak. Maga a forgatható fémkupola 1955-ben került a helyére, ami köré ekkor egy tetőteraszt is kialakítottak.
Az elkészült szerkezetet nem sokáig tudták használni, mert az 1956-os forradalom során megsérült és pénzhiány miatt évekig húzódott a helyreállítása. Kulin hat év alatt tudta csak kijárni, hogy pénzt szerezzen a rekonstrukcióra, ami 1962-ben történt meg. A felújítás ellenére vezető tanár híján a csillagda többnyire kihasználatlanul állt majdnem egy évtizedig. 1970-ben Flórik György vezetésével újjáéledt a szakkör és élénk amatőrcsillagászati munka indult be, ám 1976-os távozásával ennek vége is szakadt. Ekkor újabb, több mind két évtizedig tartó mellőzöttség vette kezdetét, ami egészen 2000-ig tartott.
Ekkor az iskola megkezdte felújíttatását, ami 2001-re készült el. Az ünnepélyes átadón az obszervatóriumnak a megálmodójára és életre hívójára emlékezve a „Kulin György Bemutató Csillagvizsgáló” nevet adták. A szerkezeti felújítást a géppark felújítása is követte, ekkor szerelték be a modern, 15 centiméter átmérőjű lencsés távcsövet (refraktort) és a hozzá kapcsolódó számítógépes rendszert. A régi fotólabort is ekkor váltotta fel a digitális képrögzítés.
A csillagdában ma élénk amatőrcsillagászati munka folyik, a kapcsolódó szakkör diákjai rendszeresen indulnak országos és nemzetközi amatőrcsillagászati versenyeken, illetve maguk is szerveznek „Kulin Csillagászati Verseny” néven évente egyet.